# アンソン郡 (ノースカロライナ州)
アンソン郡（英: Anson County）は、アメリカ合衆国ノースカロライナ州の中央部南に位置する郡である。2010年国勢調査での人口は26,948人であり、2000年の36,804人から6.6%増加した。郡庁所在地はウェイズボロ町（人口5,813人）であり、同郡で人口最大の町でもある。

## 歴史
アンソン郡は1750年にブレイデン郡から分離して設立された。郡名はイギリスの海軍提督であり、1740年から1744年に地球を周航し、海軍大臣になったアンソン男爵ジョージ・アンソンに因んで名付けられた。
ブレイデン郡と同様、アンソン郡も当初は北と西の境界が定義されず、広大な領域だった。1753年に北部がローワン郡となったときから領域が小さくなっていった。1762年には西部がメクレンバーグ郡に、1779年には北部がモンゴメリー郡に、ピーディー川より東部がリッチモンド郡になった。最後は1842年西部をメクレンバーグ郡南東部と組み合わせ、ユニオン郡となった。

## 郡政府
アンソン郡は地域のセントラリナ自治体委員会のメンバーである。
2000年国勢調査により、アメリカ合衆国下院議員のノースカロライナ州第8選挙区に属しており、2013年時点では共和党議員を選出している。

## 地理
アメリカ合衆国国勢調査局に拠れば、郡域全面積は537平方マイル (1,391 km2)であり、このうち陸地531平方マイル (1,375 km2)、水域は6平方マイル (16 km2)で水域率は1.04%である。

### 主要高規格道路
- アメリカ国道52号線
- アメリカ国道74号線
- ノースカロライナ州道109号線
- ノースカロライナ州道145号線
- ノースカロライナ州道218号線
- ノースカロライナ州道742号線

### 隣接する郡
- スタンリー郡 - 北
- リッチモンド郡 - 東
- マルボロ郡 (サウスカロライナ州) - 南東
- チェスターフィールド郡 (サウスカロライナ州) - 南
- ユニオン郡 - 西

### 国立保護地域
- ピーディ国立野生生物保護区（部分）

## 人口動態
以下は2000年国勢調査による人口統計データである。
| 基礎データ - 人口: 25,275人 - 世帯数: 9,204 世帯 - 家族数: 6,663 家族 - 人口密度: 18人/km2（48人/mi2） - 住居数: 10,221軒 - 住居密度: 7軒/km2（19軒/mi2） 人種別人口構成 - 白人: 48.53% - アフリカン・アメリカン: 51.64% - ネイティブ・アメリカン: 0.45% - アジア人: 0.57% - 太平洋諸島系: 0.02% - その他の人種: 0.32% - 混血: 0.46% - ヒスパニック・ラテン系: 0.83% 年齢別人口構成 - 18歳未満: 25.2% - 18-24歳: 8.6% - 25-44歳: 29.0% - 45-64歳: 22.8% - 65歳以上: 14.4% - 年齢の中央値: 37歳 - 性比（女性100人あたり男性の人口） - 総人口: 96.5 - 18歳以上: 95.8 | 世帯と家族（対世帯数） - 18歳未満の子供がいる: 31.0% - 結婚・同居している夫婦: 47.8% - 未婚・離婚・死別女性が世帯主: 19.8% - 非家族世帯: 27.6% - 単身世帯: 25.1% - 65歳以上の老人1人暮らし: 11.0% - 平均構成人数 - 世帯: 2.59人 - 家族: 3.09人 収入と家計 - 収入の中央値 - 世帯: 29,849米ドル - 家族: 35,870米ドル - 性別 - 男性: 27,297米ドル - 女性: 20,537米ドル - 人口1人あたり収入: 14,853米ドル - 貧困線以下 - 対人口: 17.8% - 対家族数: 15.5% - 18歳未満: 23.9% - 65歳以上: 16.7% |

## 都市と町

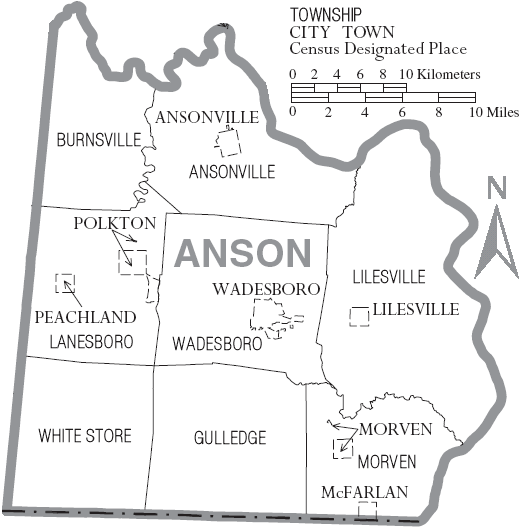
アンソン郡の自治体と郡区

- アンソンビル
- ライルズビル
- マクファーラン
- モーブン
- ピーチランド
- ポークトン
- ウェイズボロ（英語版） - 郡庁所在地

### 未編入の町
- ピーディ

## 大衆文化の中で
スティーヴン・スピルバーグが1985年の映画『カラーパープル』の大半をライルズビルで撮影した。ライルズビル町内にある大きな白い農家（ハントリーの家屋）と、国道74号線から数マイル離れた古い農家が、この映画の屋外シーンに大々的に使われた。町の中のシーンはアンソン郡の西隣のユニオン郡の小さな町マーシュビルで撮影され、店舗は実際にあるアップル・ジャックスという店であり、舗装道路は撮影中に土で覆われた。

## 教育
郡内の公共教育はアンソン郡教育学区が管轄し、11の学校がある。
国道74号線沿い、ポークトン近くにサウスピードモント・コミュニティカレッジがあり、郡内の学生を受け入れている。